# Franz Zehetmayer (Politiker)
Franz Zehetmayer (* 25. November 1884 in Feuersbrunn; † 25. Jänner 1973) war ein österreichischer Politiker (CSP) und Wirtschaftsbesitzer. Zehetmayer war von 1921 bis 1925 niederösterreichischer Landeshauptmannstellvertreter und von 1926 bis 1932 Abgeordneter zum Landtag von Niederösterreich.
Zehetmayer besuchte nach der Volksschule die Wein- und Obstbauschule in Krems an der Donau und übernahm danach die elterliche Wirtschaft. Er leistete zwischen 1914 und 1918 den Militärdienst ab. Zehetmayer hatte verschiedene Funktionen in landwirtschaftlicher Genossenschaften inne und war vom 11. Mai 1921 bis zum 30. Jänner 1925 Landeshauptmannstellvertreter in Niederösterreich. Danach gehörte er vom 29. November 1926 bis zum 21. Mai 1932 dem Landtag als Abgeordneter an. 